# Quercus chapmanii
 (janvier 2022).
La mise en forme du texte ne suit pas les recommandations de Wikipédia : il faut le « wikifier ».
Les points d'amélioration suivants sont les cas les plus fréquents :
- Les titres sont pré-formatés par le logiciel. Ils ne sont ni en capitales, ni en gras.
- Le texte ne doit pas être écrit en capitales (les noms de famille non plus), ni en gras, ni en italique, ni en « petit »…
- Le gras n'est utilisé que pour surligner le titre de l'article dans l'introduction, une seule fois.
- L'italique est rarement utilisé : mots en langue étrangère, titres d'œuvres, noms de bateaux, etc.
- Les citations ne sont pas en italique mais en corps de texte normal. Elles sont entourées par des guillemets français : « et ».
- Les listes à puces sont à éviter, des paragraphes rédigés étant largement préférés. Les tableaux sont à réserver à la présentation de données structurées (résultats, etc.).
- Les appels de note de bas de page (petits chiffres en exposant, introduits par l'outil «  Source ») sont à placer entre la fin de phrase et le point final[comme ça].
- Les liens internes (vers d'autres articles de Wikipédia) sont à choisir avec parcimonie. Créez des liens vers des articles approfondissant le sujet. Les termes génériques sans rapport avec le sujet sont à éviter, ainsi que les répétitions de liens vers un même terme.
- Les liens externes sont à placer uniquement dans une section « Liens externes », à la fin de l'article. Ces liens sont à choisir avec parcimonie suivant les règles définies. Si un lien sert de source à l'article, son insertion dans le texte est à faire par les notes de bas de page.
- La présentation des références doit suivre les conventions bibliographiques. Il est recommandé d'utiliser les modèles {{Ouvrage}}, {{Chapitre}}, {{Article}}, {{Lien web}} et/ou {{Bibliographie}}. Le mode d'édition visuel peut mettre en forme automatiquement les références.
- Insérer une infobox (cadre d'informations à droite) n'est pas obligatoire pour parachever la mise en page.

Pour une aide détaillée, merci de consulter Aide:Wikification.
Si vous pensez que ces points ont été résolus, vous pouvez retirer ce bandeau et améliorer la mise en forme d'un autre article.
Espèce
Classification phylogénétique
Quercus chapmanii, communément appelé le chêne Chapman, est une espèce de chêne qui pousse dans le sud-est des États-Unis.

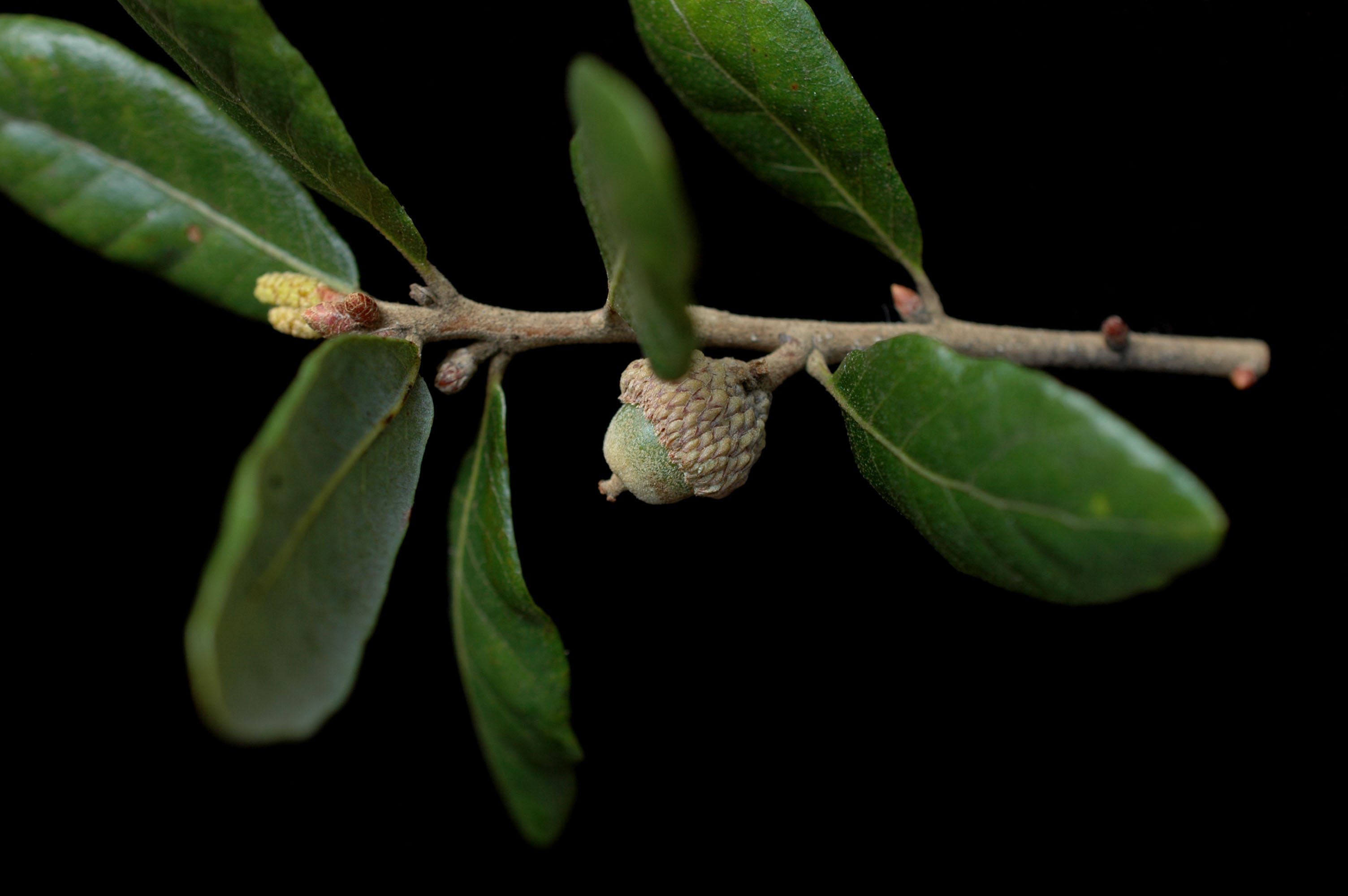
Feuille et gland de Quercus chapmanii

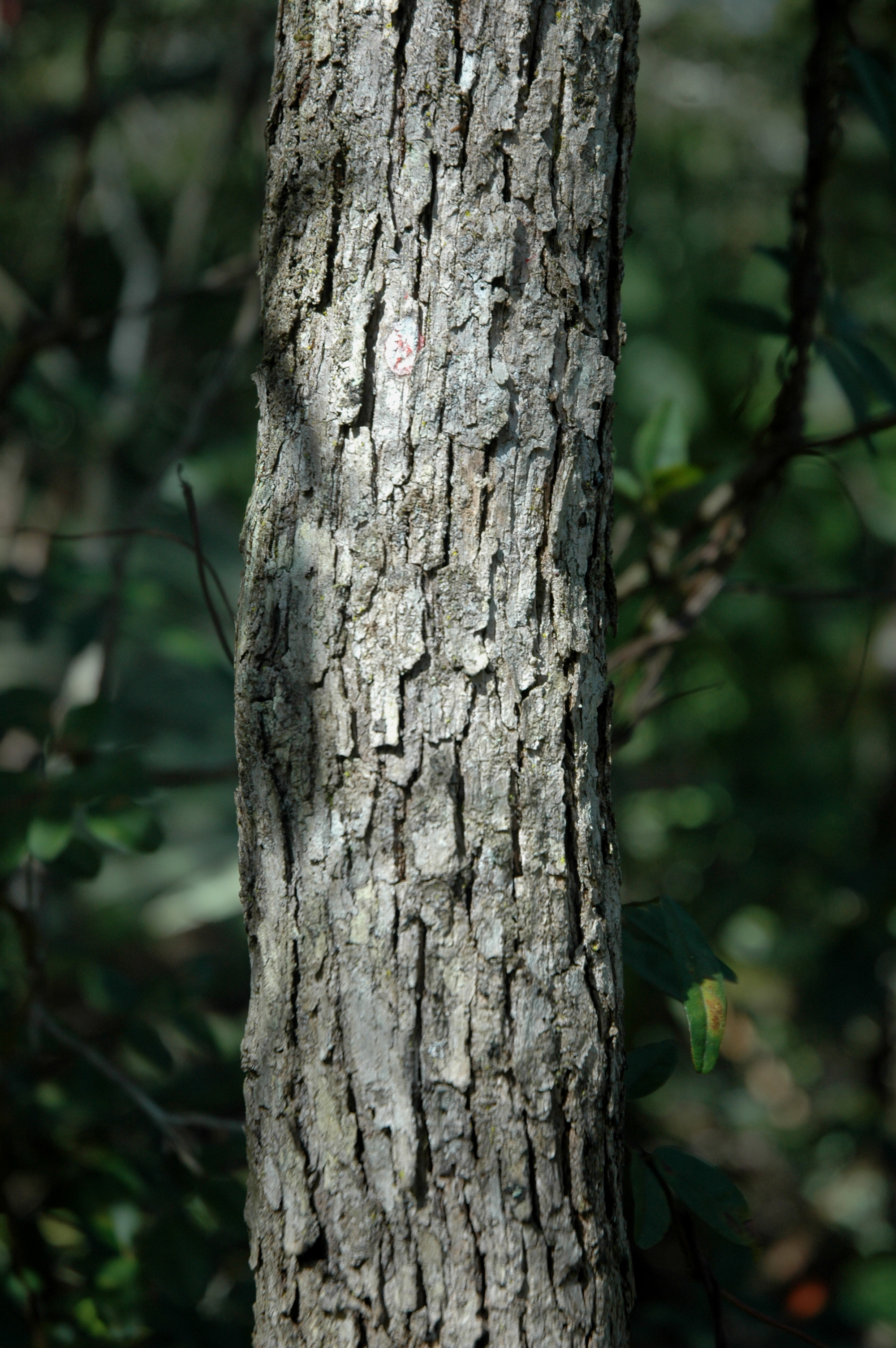
Ecorce de Quercus chapmanii

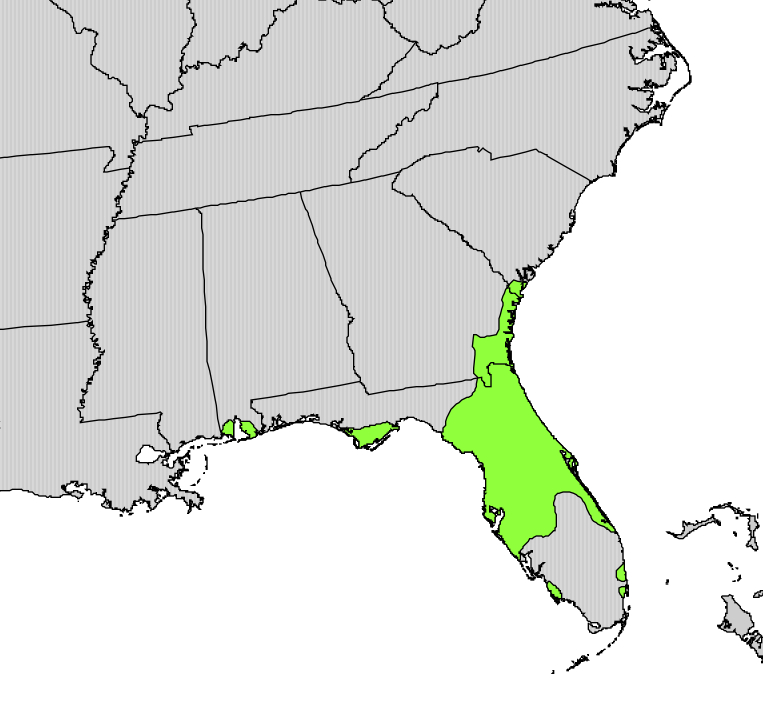
Aire de répartition de Quercus chapmanii

Quercus chapmanii est un petit arbre atteignant occasionnellement une hauteur de 6 mètres mais généralement moins. Les feuilles n'ont parfois pas de lobes, parfois des lobes arrondis ondulés,,.
Le Quercus chapmanii se trouve dans les états de l'Alabama, de la Floride, de la Géorgie et de la Caroline du Sud.

## Liste de références
1. ↑  Marion B. Duncan, Trees of the southeastern United States, 1988 (ISBN 0-8203-0954-0, 978-0-8203-0954-5 et 0-8203-1469-2, OCLC 15252164, lire en ligne)
2. ↑  Steven G. Whisenant, « Common Rangeland Plants of West Central Texas by George Clendenin, USDA–Natural Resources Conservation Service », Great Plains Research, vol. 28, no 2,‎ 2018, p. 219–219 (ISSN 2334-2463, DOI 10.1353/gpr.2018.0043, lire en ligne, consulté le 11 janvier 2022)
3. ↑  Kevin Klesta, « Native Plant Information Network2013195Native Plant Information Network. Austin, TX: Lady Bird Johnson Wildflower Center, The University of Texas at Austin Gratis URL: http://www.wildflower.org/explore/ Last visited March 2013 », Reference Reviews, vol. 27, no 5,‎ 7 juin 2013, p. 40–41 (ISSN 0950-4125, DOI 10.1108/rr-03-2013-0063, lire en ligne, consulté le 11 janvier 2022)
4. 1 2  Nancy R. Morin, « New Publication: Flora of North America North of Mexico, Volume 28: Bryophyta, Part 2.NEW PUBLICATION: Flora of North America north of Mexico, Volume 28: Bryophyta, Part 2. Flora of North America Editorial Committee, pp. US $95  (ISBN 9780190202750). Oxford University Press, www.oup.com. August 2014. », Evansia, vol. 31, no 3,‎ septembre 2014, p. 112–112 (ISSN 0747-9859, DOI 10.1639/079.031.0307, lire en ligne, consulté le 11 janvier 2022)